# 加拿大白鮭
加拿大白鮭，為輻鰭魚綱鮭形目鮭科的一種，為溫帶淡水魚，分布於北美洲加拿大及美國淡水流域，棲息在底中層水域，生活習性不明。